# Ametroides namaqua
Ametroides namaqua is een rechtvleugelig insect uit de familie Gryllacrididae. De wetenschappelijke naam van deze soort is voor het eerst geldig gepubliceerd in 1910 door Karny.